# داشبند
داشبند یکی از روستاهای شهرستان بوکان در استان آذربایجان غربی کشور ایران است. این روستا در ۱۵کیلومتری مرکز شهر بوکان و در مسیر جادهٔ بوکان-میاندوآب قرار دارد. کوه سفید (که ۆه سپێ) بلند ترین کوه داشبند است،زبان اهالی آن کردی سورانی است و همهٔ ساکنان آن کُردند.